# Championnat du Japon de football de troisième division 2015
Navigation
J3 League 2014 J3 League 2016
Le Championnat du Japon de football de troisième division 2015 est la dix-neuvième saison du troisième niveau du football japonais et la 2e édition de la J3 League. Le championnat débute le 15 mars 2015 et s'achève le 23 novembre 2015.
Le meilleurs du championnat est promu en J2 League.

## Les clubs participants
L'équipe classée 22e de J2 League 2014, le quatrième de JFL 2014 participent à la compétition.
| Club                    | Dernière montée | Ville      | Classement 2014 | Entraîneur         | Depuis | Stade                                 | Capacité | Nombre de saisons |
| ----------------------- | --------------- | ---------- | --------------- | ------------------ | ------ | ------------------------------------- | -------- | ----------------- |
| Kataller Toyama         | 2015            | Toyama     | 22e             | Shigeo Sawairi     | 2015   | Toyama Stadium                        | 28 494   | 1                 |
| AC Nagano Parceiro      | -               | Nagano     | 2e              | Hajime Eto         | 2015   | Minami Nagano Sports Park Stadium     | 15 515   | 2                 |
| FC Machida Zelvia       | -               | Machida    | 3e              | Naoki Soma         | 2014   | Machida Stadium                       | 8 000    | 2                 |
| Gainare Tottori         | 2014            | Yonago     | 4e              | Masanobu Matsunami | 2014   | Torigin Bird Stadium                  | 16 033   | 2                 |
| Grulla Morioka          | 2014            | Morioka    | 5e              | Naoki Naruo        | 2012   | Iwagin Stadium                        | 4 946    | 2                 |
| SC Sagamihara           | -               | Sagamihara | 6e              | Keiju Karashima    | 2015   | Sagamihara Gion Stadium               | 15 300   | 2                 |
| Fukushima United        | -               | Fukushima  | 7e              | Keisuke Kurihara   | 2014   | Toho Stadium                          | 21 000   | 2                 |
| Blaublitz Akita         | -               | Akita      | 8e              | Shuichi Mase       | 2015   | Akigin Stadium                        | 4 992    | 2                 |
| FC Ryukyu               | -               | Okinawa    | 9e              | Norihiro Satsukawa | 2013   | Okinawa General Athletic Stadium      | 25 000   | 2                 |
| Sélection J.League U-22 | -               | -          | 10e             | Tsutomu Takahata   | 2014   | -                                     | -        | 2                 |
| Fujieda MYFC            | -               | Fujieda    | 11e             | Atsuto Oishi       | 2015   | Fujieda Soccer Stadium                | 13 000   | 2                 |
| YSCC Yokohama           | -               | Yokohama   | 12e             | Kenji Arima        | 2014   | NHK Spring Mitsuzawa Football Stadium | 15 454   | 2                 |
| Renofa Yamaguchi FC     | 2015            | Yamaguchi  | 4e              | Nobuhiro Ueno      | 2014   | Ishin Me-Life Stadium                 | 15 115   | 1                 |

- Relégué de la J2 League 2014
- Promu de la JFL 2014

### Localisation des clubs
| \| Clubs du Grand Tokyo · FC Machida Zelvia (Tokyo) · SC Sagamihara (Kanagawa) · YSCC Yokohama (Kanagawa) Grand Tokyo Gainare Tottori Blaublitz Akita Fujieda MYFC Fukushima United Kataller Toyama AC Nagano Parceiro FC Ryukyu Grulla Morioka Renofa Yamaguchi FC \| Localisation des clubs engagés dans le championnat. |
| Clubs du Grand Tokyo · FC Machida Zelvia (Tokyo) · SC Sagamihara (Kanagawa) · YSCC Yokohama (Kanagawa) Grand Tokyo Gainare Tottori Blaublitz Akita Fujieda MYFC Fukushima United Kataller Toyama AC Nagano Parceiro FC Ryukyu Grulla Morioka Renofa Yamaguchi FC                                                           |

| Clubs du Grand Tokyo · FC Machida Zelvia (Tokyo) · SC Sagamihara (Kanagawa) · YSCC Yokohama (Kanagawa) Grand Tokyo Gainare Tottori Blaublitz Akita Fujieda MYFC Fukushima United Kataller Toyama AC Nagano Parceiro FC Ryukyu Grulla Morioka Renofa Yamaguchi FC |

## Compétition

### Classement
Source : CLASSEMENT J3 LEAGUE 2015 sur transfermarkt.fr
| Rang | Équipe                  | Pts | J  | G  | N  | P  | Bp | Bc | Diff |
| ---- | ----------------------- | --- | -- | -- | -- | -- | -- | -- | ---- |
| 1    | Renofa Yamaguchi FC P   | 78  | 36 | 25 | 3  | 8  | 96 | 36 | +60  |
| 2    | FC Machida Zelvia       | 78  | 36 | 23 | 9  | 4  | 52 | 18 | +34  |
| 3    | AC Nagano Parceiro      | 70  | 36 | 21 | 7  | 8  | 46 | 28 | +18  |
| 4    | SC Sagamihara           | 58  | 36 | 17 | 7  | 12 | 59 | 51 | +8   |
| 5    | Kataller Toyama R       | 52  | 36 | 14 | 10 | 12 | 37 | 36 | +1   |
| 6    | Gainare Tottori         | 50  | 36 | 14 | 8  | 14 | 47 | 41 | +6   |
| 7    | Fukushima United        | 49  | 36 | 13 | 10 | 13 | 42 | 48 | -6   |
| 8    | Blaublitz Akita         | 45  | 36 | 12 | 9  | 15 | 37 | 40 | -3   |
| 9    | FC Ryukyu               | 45  | 36 | 12 | 9  | 15 | 45 | 51 | -6   |
| 10   | Fujieda MYFC            | 37  | 36 | 11 | 4  | 21 | 37 | 61 | -24  |
| 11   | Grulla Morioka          | 35  | 36 | 8  | 11 | 17 | 36 | 47 | -11  |
| 12   | Sélection J.League U-22 | 28  | 36 | 7  | 7  | 22 | 28 | 71 | -43  |
| 13   | YSCC Yokohama           | 27  | 36 | 7  | 6  | 23 | 24 | 58 | -34  |

|  | Promu en J2 League 2016                             |
|  | Barrages de promotion en J1 League                  |
|  | P : Promu de JFL 2014 R : Relégué de J2 League 2014 |

## Barrage promotion
Un barrage aller-retour entre le 2e de la J3 League 2015 contre l'avant dernier du championnat de J2 League 2015 , le vainqueur se maintient ou monte en J2 League 2016
| 29 novembre 2015 | FC Machida Zelvia       | 2 - 1   | Oita Trinita                             | Machida GION Stadium, Machida                   |                                                 |
| 4h30             | Suzuki 45+2e 72e        | (1 - 1) | 22e Daniel                               | Spectateurs : 8 629 Arbitrage : Hiroyuki Kimura | Spectateurs : 8 629 Arbitrage : Hiroyuki Kimura |
| 4h30             | Ri 14e · Shigematsu 77e | Rapport | 33e Arata · 46e, 76e Wakasa · 88e Suzuki | Spectateurs : 8 629 Arbitrage : Hiroyuki Kimura | Spectateurs : 8 629 Arbitrage : Hiroyuki Kimura |

| 6 décembre 2015 | Oita Trinita  | 0 - 1   | FC Machida Zelvia          | Stade d'Oita, Ōita                              |                                                 |
| 4h30            |               | (0 - 0) | 58e Suzuki                 | Spectateurs : 14 217 Arbitrage : Yudai Yamamoto | Spectateurs : 14 217 Arbitrage : Yudai Yamamoto |
| 4h30            | Yamaguchi 57e | Rapport | 32e Suzuki · 45+2e Fukatsu | Spectateurs : 14 217 Arbitrage : Yudai Yamamoto | Spectateurs : 14 217 Arbitrage : Yudai Yamamoto |

## Statistiques

### Meilleurs buteurs
|                    | Buteur            | Club                | Buts | MJ |
| ------------------ | ----------------- | ------------------- | ---- | -- |
| Médaille d'or      | Kazuhito Kishida  | Renofa Yamaguchi FC | 32   | 34 |
| Médaille d'argent  | Takaki Fukumitsu  | Renofa Yamaguchi FC | 19   | 35 |
| Médaille de bronze | Yatsunori Shimaya | Renofa Yamaguchi FC | 16   | 36 |
| 4                  | Tsugutoshi Oishi  | Fujieda MYFC        | 14   | 30 |
| 5                  | Yuki Sato         | AC Nagano Parceiro  | 12   | 36 |
| 6                  | Koji Suzuki       | FC Machida Zelvia   | 12   | 31 |
| 7                  | Hiroki Higuchi    | SC Sagamihara       | 11   | 31 |
| 8                  | Takafumi Suzuki   | FC Machida Zelvia   | 10   | 36 |
| 9                  | Kyohei Maeyama    | Blaublitz Akita     | 10   | 36 |
| 10                 | Masato Nakayama   | Gainare Tottori     | 10   | 31 |